# Diecezja Peterborough
Diecezja Peterborough – diecezja rzymskokatolicka w Kanadzie. Została erygowana w 1874 jako wikariat północnej Kanady. W 1882 podniesiona do rangi diecezji.

## Biskupi diecezjalni
- Jean-François Jamot † (1874–1886)
- Thomas Joseph Dowling † (1886–1889)
- Richard Alphonsus O’Connor † (1889–1913)
- Richard Michael Joseph O’Brien † (1913–1929)
- Dennis P. O’Connor † (1930–1942)
- John Roderick MacDonald † (1943–1945)
- Joseph Gerald Berry † (1945–1953)
- Benjamin Ibberson Webster † (1954–1968)
- Francis Anthony Marrocco † (1968–1975)
- James Leonard Doyle † (1976–2002)
- Nicola de Angelis (2002–2014)
- William McGrattan (2014–2017)
- Daniel Miehm (od 2017)